# Colonia General Roca
Colonia General Roca é uma junta de governo da província de Entre Ríos, na Argentina.